# Distrikt Magdalena de Cao
Der Distrikt Magdalena de Cao liegt in der Provinz Ascope in der Region La Libertad in Nordwest-Peru. Der 158,96 km² große Distrikt hatte beim Zensus 2017 2463 Einwohner. Im Jahr 1993 lag die Einwohnerzahl bei 2318, im Jahr 2007 bei 2884. Verwaltungssitz ist die 28 m hoch gelegene Kleinstadt Magdalena de Cao mit 1333 Einwohnern (Stand 2017). Der Distrikt liegt an der Pazifikküste nördlich des Río Chicama. Er besitzt eine etwa 17,5 km lange Küstenlinie. Im Nordwesten herrscht Wüstenvegetation. Ansonsten wird bewässerte Landwirtschaft betrieben.

## Geographische Lage
Der Distrikt Magdalena de Cao liegt im zentralen Westen der Provinz Ascope. Er grenzt im Nordwesten an den Distrikt Rázuri, im Nordosten an die Distrikte Paiján und Chocope sowie im Südosten, jenseits des Río Chicama, an den Distrikt Santiago de Cao.